# Protoribates rioensis
Protoribates rioensis är en kvalsterart som beskrevs av Badejo, Woas och Beck 2003. Protoribates rioensis ingår i släktet Protoribates och familjen Protoribatidae. Inga underarter finns listade i Catalogue of Life.